# Otoemisja akustyczna
Otoemisja akustyczna, ang. otoacoustic emission – OAE, nazywana również emisją otoakustyczną – jedna z obiektywnych metod diagnostycznych stosowanych w audiologii. Metoda ta pozwala na wykrycie niedosłuchu odbiorczego pochodzenia ślimakowego. Działanie OAE opiera się na zjawisku fizjologicznym o tej samej nazwie odkrytym w 1978 roku przez Davida Kempa. Polega ono na emisji przez ucho wewnętrzne dźwięków w odpowiedzi na bodziec akustyczny (trzask) lub spontanicznie. Słaby sygnał emitowany jest przez ucho wewnętrzne do otoczenia (przewód słuchowy zewnętrzny), skąd może być rejestrowany za pomocą aparatu do pomiaru OAE.
Za emisję dźwięków w uchu wewnętrznym odpowiedzialne są komórki rzęsate (słuchowe) zewnętrzne, które mają zdolność kurczenia się. Właściwości kurczliwe komórek słuchowych zewnętrznych ujawniają się w spoczynku (stałe napięcie spoczynkowe) lub podczas pobudzania dźwiękiem: podczas głośnego dźwięku usztywniają one błonę pokrywową narządu Cortiego, hamując jej nadmierną ruchomość, przy cichych dźwiękach naprzemienne ruchy komórek mają na celu amplifikację sygnału docierającego do narządu Cortiego. OAE jest więc miarą czynności ślimaka. W sposób nieinwazyjny umożliwia ona ocenę jego mikromechaniki. Dzięki temu możliwa jest ocena czynności ślimaka w chorobach pochodzenia laryngologicznego (nagła głuchota, uszkodzenie słuchu spowodowane hałasem, głuchoty uwarunkowane genetycznie czy inne głuchoty wrodzone), jak i w chorobach poza laryngologicznych (cukrzyca, kolagenozy, głuchota starcza itp.).

## Podział kliniczny otoemisji akustycznych
- otoemisja akustyczna spontaniczna (SOAE) (ang. spontaneous otoacoustic emission) – występuje bez żadnej stymulacji ślimaka dźwiękiem. Istnienie tego zjawiska przewidział już w 1948 roku Thomas Gold[4]. Później w latach 60. często interpretowana była jako szumy uszne obiektywne. Jednak zjawisko to w 1978 roku opisał D. Kemp. Ten rodzaj otoemisji ma ograniczone zastosowanie, gdyż nie występuje u wszystkich zdrowych osób. Najczęściej rejestruje się ją pomiędzy 10. a 30. rokiem życia, także później. Wraz z wiekiem liczba osób, u których można zarejestrować SOAE znacznie spada. SOAE występują głównie w paśmie 1–3 kHz, ale spotyka się je także w szerszym zakresie: 0,5–9 kHz.
- otoemisje akustyczne wywołane (EOAEs) (ang. evoked otoacoustic emissions) – rejestrowane są u 95–100% zdrowej populacji. Wyróżnia się kilka typów EOAEs, w zależności od rodzaju bodźca działającego na ślimak.
  - przejściowe (TEOAE) (ang. transiently-evoked o.e.) – najczęściej do ich wywołania stosowany jest bodziec akustyczny w postaci trzasku, dużo rzadziej ton krótki. Nazywa się je niekiedy echem ślimakowym lub echem Kempa. Rejestruje się ją (jak większość) otoemisji wywołanych u prawie wszystkich ludzi (95–100%). Powyżej 55 roku życia rejestruje się ją rzadziej, co jest związane z powolnymi zmianami starczymi w ślimaku. Rejestracja TEOAE związana jest z częstotliwością zastosowanego trzasku: im jest ona wyższa tym odpowiedź pojawia się szybciej. Ważną cechą TEOAE jest powtarzalność. Jeżeli powtarzalność odpowiedzi akustycznej ze ślimaka jest >75% emisję taką uznaje się za wiarygodną.
  - emisje produktów zniekształceń nieliniowych (DPOAE) (ang. distortion product o.a.e.) – do ich wywołania używa się pary czystych tonów nadawanych jednoczasowo o dwóch różnych częstotliwościach: {\displaystyle f_{1}} i {\displaystyle f_{2}.} Powoduje to emisję ze ślimaka tonu o innej częstotliwości {\displaystyle (f_{dp})} niż te, którymi pobudzano ślimak. Zwykle do pobudzenia stosuje się 2 tony czyste o różnych częstotliwościach, których stosunek zawiera się w przedziale {\displaystyle f_{1}:f_{2}} 1,20–1,25. Otoemisja produktów zniekształceń nieliniowych o najsilniejszej amplitudzie powstaje przy założeniu że częstotliwości użyte do jej wywołania spełniają równanie {\displaystyle f_{dp}=2f_{1}-f_{2}} przy czym {\displaystyle f_{2}>f_{1}.} DPOAE wraz z TEOAE jest jedną z najczęściej powszechnie stosowanych otoemisji w celu diagnostyki niedosłuchu. Wynik badania DPOAE przedstawiany jest w postaci charakterystycznego wykresu zwanego DP-gramem.
  - emisje wywołane sygnałem sinusoidalnym (SFOAE) (ang. stimulus-frequency o.a.e.) – wywołuje się ją poprzez użycie czystego tonu o określonej częstotliwości.
  - emisje wywołane bodźcem elektrycznym (EEOAEs) (ang. electrically-evoked o.a.e.) – jedna z nowszych metod wywołania otoemisji za pośrednictwem stymulacji elektrycznej.

## Technika badania
Chory z podejrzeniem niedosłuchu, u którego należy wykonać badanie OAE trafia do dźwiękoszczelnego pomieszczenia. Do ucha (przewodu słuchowego zewnętrznego) badanego ucha wkłada się sondę pomiarową, w której znajduje się głośnik nadający dźwięk i czuły mikrofon odbierający otoemisję ze ślimaka. Sonda pomiarowa połączona jest z aparatem przetwarzającym dane oraz z komputerem, na którym rejestrujemy wynik w postaci wykresu.